# Toftanäs
Toftanäs is een wijk in het stadsdeel Husie van de Zweedse stad Malmö. De wijk telt 32 inwoners (2013) en heeft een oppervlakte van 0,63 km². Het industriële park in de wijk is een van de nieuwste in Malmö.
In 1992 bouwde het Zweedse bedrijf Posten AB een distributiecentrum in het gebied. Tevens is er een busterminal van Bergkvarabuss en een bakkerij van McDonald's op het industriegebied gevestigd.